# Пенсионная формула России
Пенсионная формула России — формула для расчёта установленной законом Российской Федерации страховой пенсии.

## Пенсионная формула
Математически пенсионная формула выглядит так:
СП = ПБ • СТ • КПБ + ФВ • КФВ
где:

СП — размер страховой пенсии, в рублях
ПБ — пенсионный балл (индивидуальный пенсионный коэффициент), начисленный на дату назначения гражданину страховой пенсии
СТ — стоимость пенсионного балла в год назначения страховой пенсии, в рублях
ФВ — фиксированная выплата, в рублях
КПБ — коэффициент повышения ПБ при назначении страховой пенсии по старости в более позднем возрасте
КФВ — коэффициент повышения ФВ при назначении страховой пенсии по старости в более позднем возрасте

## Пенсионный балл
Для расчета страховой пенсии в формуле используется "пенсионный балл" (индивидуальный пенсионный коэффициент), которым оценивается каждый год трудовой деятельности гражданина. Помимо периодов трудовой деятельности, пенсионные баллы также начисляются за социально значимые периоды жизни человека, такие как военная служба по призыву, отпуск по уходу за ребенком, период ухода за ребенком-инвалидом, гражданином старше 80 лет и др.
| Деятельность                                   | ПБ  |
| ---------------------------------------------- | --- |
| за каждый год отпуска по уходу за 1-м ребёнком | 1,8 |
| за каждый год отпуска по уходу за 2-м ребёнком | 3,6 |
| за каждый год отпуска по уходу за 3-м ребёнком | 5,4 |
| за каждый год отпуска по уходу за 4-м ребёнком | 5,4 |
| за каждый год воинской службы по призыву       | 1,8 |
| за каждый год по уходу за инвалидом 1 группы   | 1,8 |

## Стоимость пенсионного балла (Стоимость одного пенсионного коэффициента)
| Период       | Стоимость одного ПБ (СПК), руб. |
| ------------ | ------------------------------- |
| с 01.01.2015 | 64,10                           |
| с 01.02.2016 | 74,27                           |
| с 01.02.2017 | 78,28                           |
| с 01.01.2018 | 81,49                           |
| с 01.01.2019 | 87,24                           |
| с 01.01.2020 | 93,00                           |
| с 01.01.2021 | 98,86                           |
| с 01.01.2022 | 104,69                          |
| с 01.01.2023 | 110,55                          |
| с 01.01.2024 | 116,63                          |
| с 01.01.2025 | 142,76                          |

Источник сведений: по 2020 год, с 2021 года.

## Размер фиксированной выплаты
| Период       | Размер ФВ, руб. |
| ------------ | --------------- |
| с 01.02.2015 | 4383,59         |
| с 01.02.2016 | 4558,93         |
| с 01.02.2017 | 4805,11         |
| с 01.01.2018 | 4982,90         |
| с 01.01.2019 | 5334,19         |
| с 01.01.2020 | 5686,25         |
| с 01.01.2021 | 6044,48         |
| с 01.01.2022 | 6564,31         |
| с 01.01.2023 | 7567,33         |
| с 01.01.2024 | 8134,88         |
| с 01.01.2025 | 8728,73         |

Источник сведений: по 2020 год, 2021 год.
В районах Крайнего севера и приравненным к ним местностях фиксированная выплата дополнительно увеличивается на районный коэффициент 1,5, таким образом, например, для 2020 года получается 5686,25 * 1,5 = 8529,38.

## Коэффициенты повышения размера страховой пенсии КПБи КФВ
Данные коэффициенты были введёны в пенсионную формулу с целью стимуляции более позднего выхода на пенсию по старости.
Коэффициент КПБ служит для повышения размера пенсионного балла ПБ, а коэффициент КФВ - для повышения размера фиксированной выплаты ФВ. Коэффициенты КПБ и КФВ равны 1, если выход на пенсию произошёл в соответствии с действующим Российским законодательством - достижение возраста 65 лет для мужчин, и 60 лет для женщин. При более позднем выходе на пенсию по старости данный коэффициент будет больше 1.
Например, если гражданин обратится за назначением страховой пенсии через три года после достижения общеустановленного пенсионного возраста, то пенсионный балл будет увеличен на 24%, а фиксированная выплата – на 19%.
| Выход на пенсию                            | КПБ   | КФВ    |
| ------------------------------------------ | ----- | ------ |
| при достижении пенсионного возраста        | 01,00 | 01,00  |
| позже на 1 год (12 месяцев)                | 01,07 | 01,056 |
| позже на 2 года (24 месяца)                | 01,15 | 01,12  |
| позже на 3 года (36 месяца)                | 01,24 | 01,19  |
| позже на 4 года (48 мес.)                  | 01,34 | 01,27  |
| позже на 5 лет (60 месяцев)                | 01,45 | 01,36  |
| позже на 6 лет (72 месяца)                 | 01,59 | 01,46  |
| позже на 7 лет (84 месяца)                 | 01,74 | 01,58  |
| позже на 8 лет (96 месяцев)                | 01,90 | 01,73  |
| позже на 9 лет (108 месяца)                | 02,09 | 01,90  |
| позже на 10 лет и более (120 мес. и более) | 02,32 | 02,11  |